# ASV UDI
Udi 1896 is een Nederlandse handbalvereniging uit het Gelderse Arnhem. Udi staat voor Uitspanning Door Inspanning.
De club is in 1896 ontstaan als een gymnastiekvereniging. Enige tijd later werd atletiek toegevoegd en in 1939 ook nog handbal. In 1954 werd door de dames het landskampioenschap van Nederland in de zaal behaald. 
Het Udi clubhuis is gevestigd op de Paasberg aan de Vondenlaan in Arnhem. De wedstrijd en trainingen zijn aan Kermisland 2. 
Udi leverde diverse spelers aan het Nederlands handbalteam, zoals John van Meeteren, Henny Vos en Estavana Polman.

## Erelijst
| Nationaal               |    |      |
| Landskampioenschap      | 1× | 1954 |
| Landskampioenschap veld | 1× | 1953 |